# Water Stories
Water Stories es un álbum de Música New Age del grupo alemán Cusco, lanzado en 1990.

## Pistas
1. Waters of Cesme
2. Java
3. Seychelles
4. Lake Erie
5. Asian Love
6. Jebel at Tarik
7. Sun of Jamaica
8. Lake of the Ozarks
9. Alcatraz
10. Bodensee
11. Aurora
12. Chorus

- Datos: Q7973374